# All of Me (canção)
"All of Me" é uma canção do cantor estadunidense John Legend, gravada para o seu quarto álbum de estúdio Love in the Future (2013). A canção ficou entre os singles mais baixados em 2014, segundo dados da IFPI.
O cantor sertanejo Gusttavo Lima gravou uma versão em português Intitulada "O Melhor de Mim", porém não está presente em nenhum álbum.

## Faixas e formatos
- Download digital[2]

1. "All of Me" (versão do álbum) – 4:29

- Download digital — remix[3]

1. "All of Me" (Tiësto's Birthday Treatment remix) (radio edit) – 4:11

- Download digital[4]

1. "All of Me" (com Jennifer Nettles e Hunter Hayes) – 4:19

- CD single

1. "All of Me" – 4:29
2. "Made to Love" – 3:59